# Shake It Off
"Shake It Off" là một bài hát của nữ ca sĩ kiêm nhạc sĩ sáng tác bài hát người Mỹ Taylor Swift và cũng là đĩa đơn mở đường cho album phòng thu thứ năm của cô 1989. Swift đã viết lời và soạn giai điệu cho bài hát cùng với các nhà sản xuất Max Martin và Shellback. Quá trình sáng tác "Shake It Off" bắt nguồn từ việc truyền thông luôn soi mói dòm ngó hình tượng của Swift, và nội dung lời bài hát cho thấy nữ ca sĩ "tỉnh bơ" trước những lời chê bai chỉ trích của truyền thông và những người ghét bỏ. Về mặt nhạc lí,  "Shake It Off" là một sản phẩm dance-pop sôi động có sử dụng phần nhịp trống loop, một đoạn âm thanh kèn saxophone và đoạn bridge lấy nhịp bằng tiếng vỗ tay. Hãng đĩa Big Machine Records phát hành "Shake It Off" vào ngày 19 tháng 8 năm 2014 nhằm quảng bá 1989 là album nhạc pop đầu tiên của Swift sau những nhạc phẩm thể loại đồng quê trước đó của cô.
Mặc dù các nhà phê bình đã khen ngợi giai điệu nhạc dance-pop bắt tai của "Shake It Off", nhưng cũng có một số người phê bình ca từ của bài hát là yếu ớt. Sau này, các cây viết đánh giá đã công nhận "Shake It Off" đích thực là một ca khúc mở đường hiệu quả cho album 1989 và giúp Swift lột xác từ hình tượng nhạc sĩ đồng quê trở thành biểu tượng nhạc pop. Bản nhạc xuất hiện trong danh sách cuối thập niên 2010 của NME và Consequence. "Shake It Off" vươn lên ngôi đầu bảng ở Úc, Canada, Hungary, Mexico, New Zealand và Ba Lan, và được chứng nhận nhiều đĩa bạch kim tại Úc, Canada, Nhật Bản, New Zealand, Na Uy và Anh Quốc. Tại Hoa Kỳ, bài hát mở màn ở vị trí quán quân Billboard Hot 100 và được Hiệp hội Công nghiệp Ghi âm Hoa Kỳ (RIAA) chứng nhận đĩa kim cương.
Mark Romanek phụ trách đạo diễn video âm nhạc cho "Shake It Off". Trong MV, Swift thể hiện vai diễn là một người hậu đậu vụng về trong việc thực hiện một số thao tác vũ đạo. Video âm nhạc của "Shake It Off" đã bị chỉ trích là chiếm dụng văn hóa vì lồng ghép những vũ đạo thường gắn liền với người da màu chẳng hạn như thực hiện động tác lắc mông twerk. Swift đã trình diễn ca khúc ở nhiều chương trình trao giải và lễ hội âm nhạc, tiêu biểu là cô đã từng đưa "Shake It Off" vào ba chuyến lưu diễn vòng quanh thế giới của cô: The 1989 World Tour (2015), Reputation Stadium Tour (2018) và The Eras Tour (2023). "Shake It Off" đã mang về cho nữ ca sĩ một giải Bài hát yêu thích nhất tại People's Choice Awards và ba đề cử tại giải Grammy. Sau khi xảy ra tranh chấp về quyền sở hữu tác phẩm vào năm 2019, Swift quyết định tái thu âm bài hát với tên gọi "Shake It Off (Taylor's Version)" và đưa vào album tái thu âm năm 2023 của cô, 1989 (Taylor's Version).

## Bối cảnh
Trước kia, Taylor Swift được cho là một nhạc sĩ đồng quê cho đến khi cô phát hành album phòng thu thứ tư, Red, vào ngày 22 tháng 10 năm 2012. Nữ nhạc sĩ đã hòa trộn thêm thể loại pop chiết trung với rock trong Red, làm cho nhạc phẩm trở nên khác lạ so với phong cách đồng quê trong các album trước đây của cô. Thông qua quá trình hợp tác với các nhà sản xuất nhạc pop người Thụy Điển Max Martin và Shellback, công trình sáng tác nhạc của Swift đã góp mặt thêm phần hook thiên hướng pop cũng như những thể loại mới như EDM và dubstep. Dẫu vậy, Swift và hãng đĩa Big Machine vẫn quảng bá Red là album nhạc đồng quê. Chính vì Red mang nhiều màu sắc âm nhạc nên đã khiến cho giới phê bình tranh cãi mổ xẻ gay gắt về chuyện hình tượng nghệ sĩ nhạc đồng quê của Swift, và nữ ca sĩ đã lên tiếng trong một cuộc phỏng vấn với The Wall Street Journal rằng, "Tôi để cho người ta mặc sức gắn thể loại."
Swift bắt đầu sáng tác các bài hát cho album phòng thu thứ năm vào giữa năm 2013 trong lúc vẫn còn đang thực hiện chuyến lưu diễn The Red Tour, bằng cách khơi gợi cảm hứng từ thể loại synth-pop đến từ thập niên 1980. Năm 2014, album phòng thu thứ năm 1989 của Swift lên kệ, trở thành "album mang tư liệu pop chính thức đầu tiên" theo lời tuyên bố của nữ ca sĩ cũng như album được đặt tên theo năm sinh của cô. Thông qua 1989, Swift đã cùng với các nhà sản xuất tận dụng nặng nề các nhạc cụ như gõ trống lập trình, đàn tổng hợp synthesizer cùng với phong cách thể loại như điện tử và dance, khiến cho album này tương phản hoàn toàn so với phong cách biên khúc acoustic đến từ các album đồng quê trước kia của nữ ca sĩ. Swift và Max Martin trở thành giám đốc sản xuất của 1989. Ở phần ghi công trong Digital Booklet của 1989 (Deluxe Edition) cho biết, Martin và người hợp tác thường xuyên Shellback của ông sản xuất 9 bài hát trên tổng số 16 bài hát, gồm cả "Shake It Off".

## Nhạc và lời
Swift đảm nhận công việc sáng tác lời và cùng Martin và Shellback biên khúc giai điệu cho "Shake It Off". Đây là bài cuối cùng được thu âm và đặt vào album 1989. "Shake It Off" được Sam Holland thu âm tại phòng thu Conway Recording Studios ở Los Angeles, còn Michael Ilbert thì phụ trách phần việc tương tự bên phòng thu MXM Studios bên Stockholm, Thụy Điển. Serban Ghenea thực hiện công việc phối trộn âm thanh "Shake It Off" tại MixStar Studios bên Virginia Beach, Virginia, Tom Coyne đảm đương phần kỹ thuật master bài hát bên Sterling Sound Studio tại thành phố New York.
"Shake It Off" là một bài hát dance-pop tiết tấu nhanh sử dụng âm thanh kèn saxophone. Nghệ sĩ biểu diễn saxophone Jonas Thande đã dựa vào đoạn mẫu kèn MIDI được thu sẵn của Martin để thực hiện biểu diễn phân đoạn của anh bằng nhạc cụ kèn tenor. Thande đã mất hơn mười giờ để tinh chỉnh phần saxophone và hoàn tất vào hôm kế tiếp. "Shake It Off" là một bài hát sử dụng tiến trình hợp âm ii–IV–I cùng với cấu trúc là phân khúc–tiền điệp khúc–điệp khúc. Drew Nobile đã diễn tả bài hát bắt đầu bằng phân khúc nhẹ nhàng thả lỏng, chặt chẽ hơn ở tiền điệp khúc rồi lại thư thái ở phần điệp khúc. Khâu sản xuất của bài hát sôi động là tổ hợp của nhịp trống loop, đoạn bridge lấy nhịp bằng tiếng vỗ tay và âm saxophone tổng hợp.
Swift đã lấy cảm hứng sáng tác lời bài hát từ câu chuyện cô bị truyền thông bám đuổi từ lúc cô bắt đầu nổi tiếng trở thành ngôi sao. Phỏng vấn cùng với tạp chí Rolling Stone vào tháng 8 năm 2014, Swift nói về cảm hứng bài hát rằng: "Tôi đã bị mổ xẻ hầu như mọi góc cạnh trong cuộc đời tôi ... Khi mà bạn đang sống mà phải hứng chịu quá nhiều sự đàm tiếu từ dư luận, bạn có thể để những chuyện đó làm bạn gục ngã, hoặc bạn có thể tập cách né nắm đấm của người khác hướng vào mặt bạn thật tốt. Và khi đã bạn làm tốt được một chuyện thì bạn sẽ biết cách đối mặt với chuyện đó. Và tôi nghĩ cái cách mà tôi đã đối mặt với [vấn đề của tôi] chính là kệ tất cả (shake it off)." Lúc bàn tán về thông điệp bài hát cùng NPR vào tháng 10 năm 2014, Swift bảo rằng "Shake It Off" đại diện cho quan điểm trưởng thành hơn của cô kể từ đĩa đơn "Mean" (2010), một bài hát cũng được lấy chủ đề từ những người ghét bỏ. Theo lời của Swift, nếu "Mean" là một bài hát thể hiện vai trò nạn nhân của nữ ca sĩ thì "Shake It Off" sẽ là bài cho thấy cô đã mang tư thế chủ động để "rút lại lời nói, và xây dựng óc khôi hài về những người cứ thích chọc tức [tôi] – và không để cho họ làm [tôi] bực mình nữa".
Ở phân khúc đầu tiên bài hát, Swift đề cập đến hình tượng một người phụ nữ lộn xộn với nhiều mối tình lãng mạn do người khác gán cho cô: "I go on too many dates / But I can't make 'em stay / At least that's what people say." Những dòng hát trong điệp khúc được biên soạn theo nhịp để tạo ra phần hook bắt tai qua từng câu: "Cause the players gonna play, play, play, play, play / And the haters gonna hate, hate, hate, hate, hate / Baby, I'm just gonna shake, shake, shake, shake, shake." Đoạn bridge lời nói mở đầu bằng việc Swift khuyên nhủ rằng "dirty cheats of the world ... could have been getting down to this sick beat". Swift đã đăng ký thương hiệu câu hát "this sick beat" tại văn phòng Sáng chế và Nhãn hiệu Hoa Kỳ. Thông điệp bí mật của "Shake It Off" sau khi giải mã trong phần ghi chú album 1989 là, "She danced to forget him."

## Phát hành
Ngày 13 tháng 8 năm 2014, Swift góp mặt trên chương trình trò chuyện The Tonight Show Starring Jimmy Fallon và thông báo rằng cô sẽ phát trực tiếp trên trang Yahoo! vào ngày 18 tháng 8. Swift công bố thông tin chi tiết về album 1989 ngay trong buổi phát trực tiếp, đồng thời nữ ca sĩ cho phát hành đĩa đơn chủ đạo "Shake It Off" lẫn công chiếu video âm nhạc của bài hát. Hãng đĩa Big Machine đã tung "Shake It Off" lên kệ kỹ thuật số trên toàn thế giới vào ngày 19 tháng 8. Cùng ngày, Big Machine hợp tác với Republic Records để đưa bài hát lên sóng phát thanh Hoa Kỳ. Trên trang cửa hàng nghệ sĩ của Swift, phiên bản CD đĩa đơn giới hạn của bài hát được phát hành vào ngày 11 tháng 9. Ở châu Âu, "Shake It Off" được thêm vào danh sách phát BBC Radio vào ngày 25 tháng 8, phát thanh Ý vào ngày 29 tháng 8 và ra mắt dưới dạng đĩa đơn CD ở Đức vào ngày 10 tháng 10.
Quá trình phát hành "Shake It Off" và album 1989 đã được nhiều người dự đoán từ trước, tính từ lúc sau khi Swift đã thông báo rằng là cô sẽ từ bỏ cội nguồn gốc rễ nhạc đồng quê để phát hành một nhạc phẩm album "pop chính thức". Tạp chí Drowned in Sound đã diễn tả câu chuyện phát hành "Shake It Off" là "một sự kiện văn hóa chấn động lớn không thể nghi ngờ được" kể từ album The King of Limbs năm 2011 của Radiohead. Mặc dù cây viết tạp chí Jason Lipshutz đến từ Billboard cho rằng "Shake It Off" không phải là bài hát "pop hoàn toàn" đầu tiên của Swift. Tuy nhiên, anh vẫn khẳng định đây là dấu hiệu của "bước đột phá táo bạo mà không hề biết trước được điều gì" nhờ vào việc Swift có thể thử nghiệm các bản nhạc vươn ra ngoài thể loại pop đồng quê lừng danh của cô và đạt được thành công ở cả đón nhận chuyên môn lẫn thương mại.

## Đánh giá chuyên môn
"Shake It Off" đã nhận về những phản hồi trái chiều từ giới chuyên môn. Tuy một số nhà phê bình khen ngợi âm thanh của "Shake It Off" rất bắt tai nhưng cũng có một số chuyên gia nhận thấy phần lời bài hát lặp lại và thiếu đi cái "chất" so với album Red liền trước, một album mà vốn được coi là đỉnh cao nghệ thuật của Swift. Nhà báo Randall Roberts đến từ Los Angeles Times đã khen ngợi quá trình sản xuất ca khúc tràn đầy năng lượng và "tập hợp những tinh túy pop hoàn hảo". Tuy nhiên, Roberts nhận thấy lời bài hát "Shake It Off" nghe nông cạn và gọi đây là bản nhạc kém nhạy bén với các sự kiện chính trị vào thời điểm đó: "Khi mạng sống đang bị đe dọa và dường như không có gì thích hợp là phải đi ứng phó với sự thật thực tế, những kẻ dối trá và lừa lọc sẽ không thể và không nên bị mặc kệ như vậy được." Cộng tác viên Bill Lamb của website About.com dành tặng 5 sao tuyệt đối cho "Shake It Off" và gọi đây là "một trong những đĩa đơn nhạc pop hàng đầu của năm." Anh ca ngợi lời bài hát khôn khéo đem lại thông điệp tích cực, lối biên khúc cuốn hút in sâu trong tâm trí và âm thanh quả quyết.
Cây bút Molly Fitzpatrick trên tờ The Guardian đã bày tỏ khen ngợi âm nhạc của "Shake It Off" nhưng lại chê phần lời không phản ánh đúng năng lực sáng tác bài hát của Swift. Jeff Terich bên tạp chí American Songwriter chấm bài hát ba trên năm sao, xướng danh hướng đi mới của Swift là "một lối rẽ trái đáng để đi theo". Mặc dù Terich đồng tình rằng lời bài hát của "Shake It Off" có thể bị chê bai phản bác nhưng anh vẫn khuyên các nhà phê bình không nên quá lưu tâm vì bài hát "khá là vô hại". Jason Lipshutz viết bài nhận định tích cực trên tạp chí Billboard rằng, "Swift đã chứng minh lý do tại sao cô ấy thuộc về những ong chúa nhạc pop ... chắc chắn bài hát này nghe giống một bản hit." Trong chuyên mục đánh giá album 1989, Alexis Petridis tán tương phần lời "vặn vẹo clichés cho đến khi nghe độc đáo". Theo lời viết của Andrew Unterberger trực thuộc Spin, mặc dù phần nhạc của "Shake It Off" là "cá trích đỏ" lạc lõng đâu đó trong album nhưng bản nhạc này thì lại đại diện cho chủ đề và cá tính mới của Swift qua 1989, một album mà qua đó cô đã cởi mở giải phóng bản thân khỏi những lần trăn trở trong chuyện tình lãng mạn và đón chào năng lượng lạc quan tích cực. Mặc dù ngay cả bản thân Swift cũng thừa biết "Shake It Off" là một bài hát khác biệt trong 1989, nhưng cô vẫn thong thả phát hành ca khúc này làm đĩa đơn dẫn dắt để kêu gọi khán giả khám phá toàn bộ album mà không chỉ những đĩa đơn duy nhất.
Lúc về sau, Hannah Mylrea bên NME đã công nhận "Shake It Off" là một bài mở đường hiệu quả cho kỷ nguyên 1989 của Swift, giúp nữ ca sĩ thay đổi hình tượng sang ca sĩ nhạc pop đại chúng. Rob Sheffield đến từ Rolling Stone nói rằng "Shake It Off" tuy không phải là một trong những bài hát hay hơn của album nhưng anh vẫn ca tụng đây là "trailer thông báo cho màn lột xác synth-pop thập niên 80 yêu dấu của cô ấy". Nate Jones của trang Vulture đồng tình quan điểm nhưng lại chê đoạn bridge của ca khúc là "24 giây dở nhất nguyên album". Trong xếp hạng các đĩa đơn của Swift vào năm 2019, Alexis Petridis đặt "Shake It Off" thứ ba sau "Blank Space" (2014) và "Love Story" (2008), đồng thời anh ca ngợi đoạn hook "không thể cưỡng lại" và "trí tuệ sắc bén". Jane Song viết cho Paste thì ít hào hứng hơn và xếp "Shake It Off" bên cạnh những ca khúc tệ nhất của Swift trong ca-ta-lô của cô. Ngòi bút tạp chí tuyên bố, "Swift có thói quen chọn bài hát tệ nhất trong mỗi album để làm đĩa đơn chủ đạo."

## Diễn biến thương mại
Chỉ sau một ngày lên sóng phát thanh, "Shake It Off" thu hút được 9 triệu khán giả nghe đài ở Hoa Kỳ và lập tức xuất hiện lần đầu ở vị trí thứ 45 trên bảng xếp hạng Radio Songs sau hai ngày phát hành. Sau tuần lễ đầu tiên phát hành, đĩa đơn ra mắt ở vị trí thứ 9 bên bảng xếp hạng Adult Top 40 và 12 bên Pop Songs, phá kỷ lục ra mắt hạng cao nhất ở cả hai bảng xếp hạng. Tại bảng xếp hạng Pop Songs, "Shake It Off" đồng kỷ lục ra mắt hạng cao nhất với "Dreamlover" (1993) của Mariah Carey trong tuần lễ đầu. Mặc dù bài hát không được đưa lên đài phát thanh đồng quê nhưng đĩa đơn vẫn ra mắt và đạt vị trí cao nhất ở số 58 trên bảng xếp hạng Country Airplay.
"Shake It Off" trở thành ca khúc thứ 22 mở màn ở vị trí quán quân ở bảng xếp hạng Billboard Hot 100 Hoa Kỳ, vào ngày 6 tháng 9 năm 2014. Sau hai tuần lễ liên tiếp đứng đầu, bài hát rơi xuống hạng hai và giữ nguyên vị trí này liên tục tám tuần phía sau "All About That Bass" của Meghan Trainor. Trong tuần thứ mười trụ hạng, "Shake It Off" trở lại ngôi vị số một và tiếp tục giữ nguyên thêm một tuần nữa, tổng cộng là bài hát đã đứng đầu 4 tuần không liên tiếp trên bảng xếp hạng Hot 100. "Shake It Off" đã đứng nhất bảng xếp hạng phát thanh của Billboard như Pop Songs, Adult Top 40 và Adult Contemporary. Tại Hoa Kỳ trong năm 2014, bài nhạc đã tẩu tán được 3,43 triệu bản kỹ thuật số. "Shake It Off" là một trong những đĩa đơn bán chạy nhất thập kỷ 2010 ở Hoa Kỳ nhờ vào doanh số 5,4 triệu bản tính đến tháng 1 năm 2020. Tính đến thời điểm tháng 2 năm 2024, đĩa đơn vẫn duy trì là bài hát thành công trên bảng xếp hạng Hot 100 nhất của Swift nhờ vào khả năng trụ hạng gần 6 tháng trong top 10 và 50 tuần trên top 100. "Shake It Off" nhận được chứng nhận đĩa Kim cương đến từ Hiệp hội Công nghiệp Ghi âm Hoa Kỳ (RIAA) sau khi cán mốc 10 triệu đơn vị tiêu thụ. Chính thành tích này đã đưa Swift trở thành nữ nghệ sĩ đầu tiên có cả đĩa đơn lẫn album (Fearless) được chứng nhận đĩa Kim cương tại Hoa Kỳ.
"Shake It Off" cũng leo lên ngôi đầu các bảng xếp hạng tại Úc và nhận được chứng nhận nhiều đĩa Bạch kim tại quốc gia này (18× Bạch kim), Canada (6× Bạch kim) và New Zealand (6× Bạch kim). Tại Anh, bài hát vươn lên hạng hai trên UK Singles Chart và đạt chứng nhận 5× Bạch kim, trở thành đĩa đơn bán chạy nhất của Swift ở Anh tính đến tháng 4 năm 2024. Phía bên Nhật Bản, "Shake It Off" đạt hạng tư trên Japan Hot 100 và mang về chứng nhận đĩa 3× Bạch kim. Bản nhạc còn đứng đầu bảng xếp hạng ở các nước Hungary và Ba Lan, trở thành bản hit top 5 ở các quốc gia châu Âu khác như đạt hạng 2 ở Tây Ban Nha, hạng 3 ở Ireland, Na Uy và Thụy Điển; hạng 4 ở Đan Mạch và Israel; và hạng 5 ở Đức và Hà Lan.

## Video âm nhạc

### Ý tưởng
Mark Romanek đồng ý phụ trách đạo diễn video âm nhạc "Shake It Off" sau khi đội ngũ của Swift cho anh nghe trước bài hát qua chiếc iPod niêm phong và anh cảm thấy bị cuốn hút trước giai điệu của bản nhạc đó. Video âm nhạc và bài hát "Shake It Off" được phát hành cùng trong ngày 18 tháng 8 năm 2014. Video âm nhạc được quay trong vòng ba ngày vào khoảng tháng 6 năm 2014 tại thành phố Los Angeles. Swift cho rằng video "Shake It Off" đã giúp cô thể hiện yếu tố hài hước trong việc cố gắng tìm ra danh tính của chính bản thân: "Phải mất một thời gian dài để nhận ra bạn là ai và bạn phù hợp ở nơi nào trên thế giới." Từ đầu đến cuối video âm nhạc hoàn toàn cho thấy Swift là một người tay chân vụng về, không tài nào thực hiện thành công các vũ đạo cùng với các nghệ sĩ biểu diễn chuyên nghiệp như múa ba lê, nhảy đường phố, động tác hoạt náo, thể dục nhịp điệu và trình diễn. Nữ ca sĩ tóm gọn nội dung video rằng: "Tôi đang đặt mình vào tất cả những tình huống khó xử, ở những cảnh mà các vũ công thật tuyệt vời, và tôi thấy vui với điều đó nhưng lại không hòa nhập được... Tôi múa dở đến mức muốn độn thổ. Video này cho bạn thấy rằng bạn vẫn nên tiếp tục làm việc theo ý muốn, tiếp tục là chính mình, tiếp tục cố gắng tìm ra nơi bạn phù hợp trên thế giới và cuối cùng là bạn sẽ làm được."
Tyce Diorio phụ trách khâu biên đạo trong video ca nhạc "Shake It Off". Đoạn kết video là cảnh Swift khiêu vũ với những người hâm mộ do cô tương tác và lựa chọn cẩn thận trên mạng xã hội. Video âm nhạc của "Shake It Off" còn khơi gợi những khía cạnh khác trong văn hóa đại chúng. Đơn cử, VH1 nhận thấy những sự tương đồng như dàn nữ vũ công múa ba lê trong bộ phim Thiên nga đen năm 2010, người nhảy break trong phim Step Up 3D năm 2010, "bộ đồ lấp lánh và những bước nhảy robot" giống nhạc sĩ nhạc điện tử người Pháp Daft Punk, phong cách lắc mông twerk của Miley Cyrus, các cổ vũ viên trong video "Mickey" (1981) của Toni Basil và trang phục áo cao cổ và quần jean giống kiểu của Audrey Hepburn trong cảnh vũ đạo trong phim Funny Face năm 1957. Các ấn phẩm như Los Angeles Times và The Sydney Morning Herald cũng phát hiện một số cảnh có nét giống Lady Gaga và Skrillex.

### Phân tích và đón nhận
Molly Fitzpatrick đến từ The Guardian đã xem Swift là "một vũ công hơi quá điêu luyện" đối với ý tưởng của video khi viết rằng, "sự pha trộn kỳ lạ giữa nhảy hiện đại, ba-lê và break nhưng về tính dí dỏm thì hoàn toàn thất bại." Peter Vincent bên trang The Sydney Morning Herald gọi video là "vay mượn" vì lồng ghép nhiều nội dung tương tự trong văn hóa đại chúng, và nhà báo còn bày tỏ nghi ngờ trước sự thành công của Swift trong việc chuyển đổi hình ảnh của cô sang nhạc pop. Giáo sư truyền thông Maryn Wilkinson nhận thấy video "Shake It Off" là một hình thức thể hiện tính cách "điên rồ" của Swift trong kỷ nguyên 1989. Wilkinson đã khẳng định rằng chính vì Swift đã quá quen với tính cách chăm chỉ và chân thực thông qua các bài hát đồng quê của cô, nên nếu như nữ ca sĩ muốn mạo hiểm chuyển sang dòng nhạc pop "nhân tạo và công nghiệp" thì cô sẽ phải có kế sách khó hiểu để giữ được tính chân thực của bản thân. Theo quan sát của Wilkinson trong video, sau khi Swift thất bại trong mọi động tác khiêu vũ thì nữ ca sĩ lại tự cười chê bản thân. Hành động này cho thấy Swift sẽ không bao giờ "hòa nhập" với "bất kỳ hình ảnh mang tính khả thi trong việc thành công về mặt thương mại nào mà thay vào đó là thích ôm chặt lấy trạng thái điên rồ tự nhiên của mình hơn". Cũng chính hành động đó cho thấy được rằng, Swift đang có ý nhắc nhở khán giả về tính chân thực của cô trước "hoạt động sản xuất các buổi biểu diễn nhạc pop nhân tạo".
Video âm nhạc "Shake It Off" đã gây ra những cáo buộc phân biệt chủng tộc và chiếm dụng văn hóa vì trong đó có chứa những vũ đạo thường gắn liền với khuôn mẫu người Mỹ gốc Phi chẳng hạn như thực hiện động tác lắc mông twerk và breakdance. Bên cạnh đó, do Swift phát hành MV trùng với thời điểm bùng nổ các cuộc tranh luận về mối quan hệ chủng tộc xoay quanh tình trạng bất ổn Ferguson nên nữ ca sĩ cũng đã vấp phải nhiều chỉ trích. Lúc phân tích video được cho là "giám sát phân biệt chủng tộc" trong bối cảnh hậu phân biệt chủng tộc, giáo sư truyền thông Rachel Dubrofsky đã nhận ra được sự khác biệt giữa ý tưởng bước nhảy vốn được quy ước là dành riêng cho người da trắng của Swift, chẳng hạn như múa ba lê và hoạt náo, và các bước nhảy vốn được coi là dành riêng cho người da đen như breakdance và twerk. Cô lập luận rằng bất kể trang phục và phong thái của Swift khi nữ ca sĩ biểu diễn múa ba lê hoặc cổ vũ phù hợp với cô một cách "tự nhiên" hay không thì cô vẫn "không dễ dàng thể hiện giống như thân thể của một vũ công breakdance lẫn phong cách ăn mặc [khi thực hiện động tác twerk] không ăn khớp với cô ấy một cách mượt mà". Dubrofsky đã đúc kết nội dung video chính là lời tuyên bố của Swift về tính xác thực là người da trắng của cô: "Màu da tôi rất trắng, bạn biết điều đó mà tôi cũng biết điều đó. Việc này thật là khiến cho tôi cảm thấy nực cười do phải cố gắng nhảy múa giống như một người da màu."
The Washington Post cho rằng việc video âm nhạc của "Shake It Off" lồng vào vũ đạo gắn liền với người da màu như twerk lại là một ví dụ khác của cuộc tranh luận đang diễn ra về việc các ca sĩ nhạc pop da trắng đang dần đón nhận văn hóa của người da đen. Đạo diễn Romanek đã đứng ra bảo vệ tác phẩm của mình rằng, "Chúng tôi chỉ đơn giản chọn những phong cách khiêu vũ mà chúng tôi nghĩ sẽ nổi tiếng và thú vị ... Nếu bạn xem kỹ [video] thì đó là một tác phẩm vô cùng tổng thể. Và... đó cũng là một tác phẩm châm biếm. [Video "Shake It Off"] đang tái hiện đủ loại hình mẫu, khuôn sáo và tính rập khuôn trong các video âm nhạc khác".

## Thành tựu
"Shake It Off" được xướng danh trong danh sách bài hát xuất sắc nhất năm 2014 của nhiều ấn phẩm khác nhau. Ca khúc lọt vào trong top 10 danh sách của Time Out (thứ 3), PopMatters (thứ 4), bình chọn nhà phê bình của Pazz & Jop bên The Village Voice (thứ 4) và Consequence (thứ 8). "Shake It Off" góp mặt trong danh sách cuối năm 2014 của Drowned in Sound (thứ 14), Dagsavisen (thứ 16) và NME (thứ 27). Bài hát còn được được các trang NME và Consequence xếp vào danh sách xuất sắc nhất thập niên 2010 lần lượt ở hàng 19 và 38. USA Today vinh danh "Shake It Off" là một trong mười bài hát đã góp phần định hình nên thập niên 2010.
"Shake It Off" thắng nhiều giải thưởng trong ngành công nghiệp âm nhạc. Hiệp hội nhạc sĩ sáng tác bài hát quốc tế Nashville năm 2015 đã vinh danh ca khúc lúc Swift chính thức nhận giải Nhạc sĩ sáng tác bài hát của năm. Bản nhạc còn thắng một giải ở giải BMI Pop năm 2016, và cũng là buổi lễ mà Swift cũng gặt hái được danh hiệu Nhạc sĩ sáng tác bài hát của năm. Tại giải Grammy lần thứ 57 trong năm 2015, "Shake It Off" nhận được đề cử ở ba hạng mục: Thu âm của năm, Bài hát của năm (cả hai đều thuộc về "Stay with Me" của Sam Smith) và Trình diễn đơn ca pop xuất sắc nhất nhưng thua giải trước "Happy" của Pharrell Williams.
Trong khuôn khổ giải thưởng Âm nhạc Billboard năm 2015, "Shake It Off" nhận được ba đề cử và mang về giải Bài hát phát trực tuyến hàng đầu (Video). "Shake It Off" thắng Bài hát của năm tại giải thưởng Âm nhạc iHeartRadio 2015, Video quốc tế được yêu thích nhất tại giải thưởng Âm nhạc Myx 2015 (Philippines) và Bài hát được yêu thích nhất tại giải thưởng People's Choice 2015. Bài hát được đề cử giải thưởng lựa chọn của trẻ em trên kênh Nickelodeon, Teen Choice Awards, giải Rockbjörnen (Thụy Điển), giải thưởng Âm nhạc Radio Disney, và Los Premios 40 Principales (Tây Ban Nha).

## Biểu diễn trực tiếp

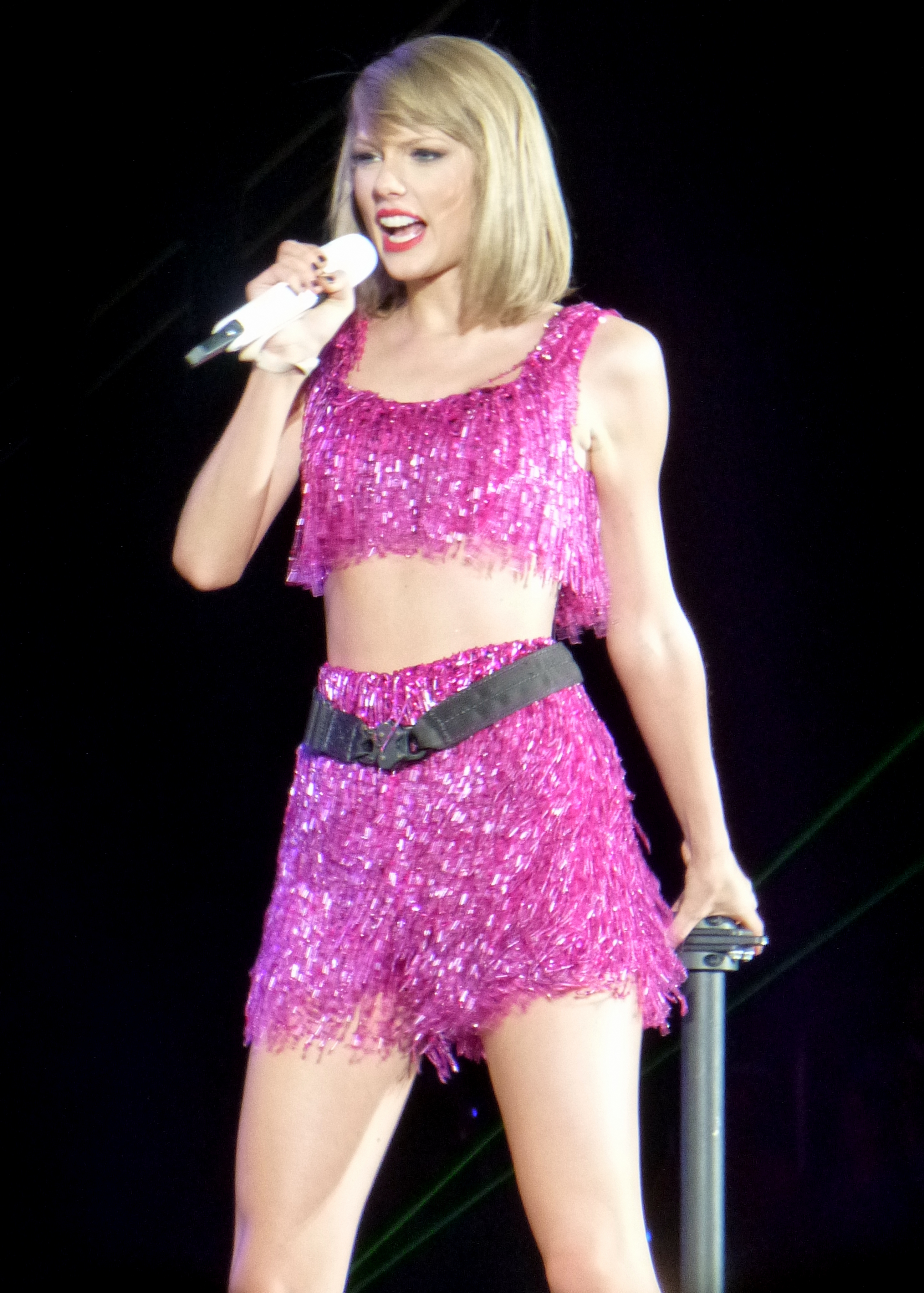
Swift biểu diễn "Shake It Off" tại the 1989 World Tour (2015)

Ngày 24 tháng 8 năm 2014, Swift biểu diễn "Shake It Off" trên sóng truyền hình giải Video âm nhạc của MTV năm 2014. Tiếp đến, cô hát bài hát tại giải thưởng đài phát thanh của Đức vào ngày 4 tháng 9. Nhằm quảng bá 1989, Swift biểu diễn "Shake It Off" trên các chương trình truyền hình bao gồm cả The X Factor Anh vào ngày 12 tháng 10, The X Factor Úc vào ngày 20 tháng 10, Jimmy Kimmel Live! vào ngày 23 tháng 10 và Good Morning America ngày 29 tháng 10. Ngày 27 tháng 10 năm 2014, nhân dịp phát hành album 1989, nữ ca sĩ biểu diễn đĩa đơn mở đường bằng buổi hòa nhạc nhỏ mang tựa đề "1989 Secret Sessions" do Yahoo! và iHeartRadio phụ trách phát sóng trực tiếp. Swift còn trình diễn "Shake It Off" tại nhiều lễ hội âm nhạc như lễ hội Âm nhạc iHeartRadio vào ngày 19 tháng 9, buổi hòa nhạc từ thiện We Can Survive tại Hollywood Bowl vào ngày 24 tháng 10 và Jingle Ball Tour 2014 vào ngày 5 tháng 12. Tại bữa tiệc sau lễ kỷ niệm 40 năm Saturday Night Live, Swift ngẫu hứng biểu diễn bài hát cùng với người dẫn chương trình Jimmy Fallon (hát nền) và Paul McCartney (hát nền với đánh guitar bass).
Swift đã đưa "Shake It Off" vào danh sách biểu diễn tại ba chuyến lưu diễn thế giới của cô: tiết mục cuối trong The 1989 World Tour, biểu diễn cùng nghệ sĩ hỗ trợ tiết mục Camila Cabello và Charli XCX tại Reputation Stadium Tour và The Eras Tour (2023). Vào ngày 23 tháng 4 năm 2019, cô biểu diễn phiên bản acoustic của bài hát tại gala Time 100, và đây cũng là nhân dịp cô được vinh danh là một trong số 100 người có ảnh hướng nhất trong năm. Kế đó, cô còn biểu diễn bài hát tại chung kết The Voice Pháp mùa 8 ngày 25 tháng 5, tại lễ hội Wango Tango ngày 1 tháng 6, buổi hòa nhạc một đêm duy nhất City of Lover bên Paris vào ngày 9 tháng 9 và chuyến lưu diễn từ thiện We Can Survive bên Los Angeles ngày 19 tháng 10 năm 2019. Tại giải thưởng Âm nhạc Mỹ năm 2019 lúc cô được vinh danh là nghệ sĩ của thập kỷ, Swift trình diễn "Shake It Off" liên khúc với những bài hit của cô bên cạnh sự tham gia của Halsey và Cabello. Cuối cùng, cô trình diễn bài hát tại Jingle Bell Ball 2019 bên Capital FM ở Luân Đôn và Jingle Ball của iHeartRadio Z100 ở thành phố New York.

## Tranh cãi

### Triple J Hottest 100 năm 2014
Sau khi bài viết ngày 13 tháng 1 năm 2015 trên BuzzFeed mang tiêu đề "Tại sao mọi người không hề bỏ phiếu cho 'Shake It Off' trong The Hottest 100?" được lan truyền, chiến dịch hashtag #Tay4Hottest100 trên mạng xã hội đã bùng nổ trong khoảng thời gian bình chọn cho Triple J Hottest 100. Vụ việc này đã khiến cho các phương tiện truyền thông đưa tin rộng rãi sau khi những người hâm mộ âm nhạc tại Úc tranh cãi về giá trị của việc đưa Swift vào cuộc bình chọn. Trên thực tế, để đủ điều kiện được bình chọn thì bài hát phải thỏa được một tiêu chí, đó chính là được Triple J phát thanh ít nhất một lần trong năm 2014. Mặc dù "Shake It Off" của Swift chưa từng được phát thanh nhưng bản cover bài hát của nhóm nhạc folk Milky Chance thì lại có. Theo những người chỉ trích chiến dịch, Hottest 100 chỉ dành riêng cho các nghệ sĩ không thuộc giới đại chúng "đã được Triple J phát hiện hoặc nuôi dưỡng" và mang lại ảnh hưởng có giá trị cho các nghệ sĩ ở vòng ngoài của ngành công nghiệp âm nhạc. Những người bảo vệ chiến dịch đã chỉ trích việc Triple J ưu ái các nghệ sĩ biểu diễn các "thể loại rock nam tính" và "alternative" do Triple J đã duy trì chủ nghĩa tinh hoa văn hóa và phân biệt giới tính. Nhà báo Elle Hunt của Guardian Australia đã viết, "chính những phản ứng gay gắt đối với #Tay4Hottest100 đã tiết lộ sự tồn tại dai dẳng của cuộc chia rẽ mà tôi nghĩ rằng chúng ta đã loại bỏ từ lâu: đó chính là nghệ thuật cao và thấp."
Vào ngày 20 tháng 1 năm 2015, Guardian Australia đã gửi yêu cầu tự do thông tin tới ABC để lấy phản hồi của nhà đài về chiến dịch và trường hợp đủ điều kiện tham gia cuộc thi Hottest 100 của "Shake It Off". Người quản lý của Triple J, Chris Scaddan, đã phát biểu với trang web Tone Deaf rằng: "Chúng tôi không bàn luận về các chiến dịch bình chọn trong khi cuộc bình chọn Hottest 100 vẫn còn đang mở. Vụ này đã thu hút sự chú ý đến họ và có thể ảnh hưởng đến kết quả của cuộc bình chọn." Vào ngày 23 tháng 1, The Sydney Morning Herald đã dẫn bài viết luận bên trường Đại học Queensland rằng chiến dịch #Tay4Hottest100 đã áp đảo Hottest 100 năm 2014 với hơn 7.341 bài đăng Hottest 100 trong 30 ngày qua liên quan đến Swift, so với 230 bài đăng liên quan đến người dẫn đầu cuộc thi hiện tại là Chet Faker. "Shake It Off" cuối cùng đã bị Triple J loại vào ngày 26 tháng 1 năm 2015. Trong thông báo, mặc dù Triple J đã công nhận tài năng âm nhạc và sự nghiệp của Swift nhưng họ vẫn nhấn mạnh rằng việc bài hát cô chưa từng phát thanh sẽ không phản ánh đúng tinh thần của cuộc thi. Sau đó, họ đã đưa ra hai quy định mới nhằm nghiêm cấm "troll các chiến dịch thuộc loại bình chọn" gây lũng đoạn các cuộc bình chọn Hottest 100 đang diễn ra.
Học giả truyền thông Glen Fuller đã gọi chiến dịch #Tay4Hottest100 là một ví dụ về "hành động liên kết" trong thời đại truyền thông xã hội. Fuller cũng cho rằng, chính sự xuất hiện của các "khung hành động" dành riêng bản thân trong việc thể hiện quan điểm cá nhân đan xen với một khung thông tin lớn hơn do các ấn phẩm truyền thông tạo ra đã dẫn đến những lập luận rời rạc và không mang lại kết quả rõ ràng.

### Kiện tụng
Tháng 11 năm 2015, một ca sĩ R&B mang tên Jessie Braham, nghệ danh là Jesse Graham, đã đệ đơn kiện Swift đạo nhái bài hát "Haters Gonna Hate" năm 2013 của anh ta và chỉ ra lời bài hát "Haters gone hate, playas gone play. Watch out for them fakers, they'll fake you everyday." Anh ta bảo rằng đoạn hook của Swift "giống như của tôi" và sẽ chẳng có "Shake It Off" nếu như anh "không viết ra phần lời 'Haters Gonna Hate' ". Trong vụ kiện, Braham cáo buộc rằng hết 92% ca khúc "Shake It Off" của Swift có nguồn gốc từ bài hát của anh ta và yêu cầu Swift và hãng phân phối Sony phải bồi thường 42 triệu đô la Mỹ. Ngày 12 tháng 11 năm 2015, vụ kiện tụng bị thẩm phán quận Gail Standish bác bỏ do Braham không cung cấp đủ bằng chứng thiết thực nhưng vẫn có thể đệ thêm một tờ đơn mới "nếu những thiếu sót trong vụ kiện của anh ta được sửa chữa". Standish còn sử dụng lời bài hát trong các ca khúc "We Are Never Ever Getting Back Together", "Bad Blood", "Blank Space" và "Shake It Off" của Swift để đưa ra tuyên bố:

Hiện tại, Tòa án không nói rằng Braham không bao giờ (never, ever, ever) có thể đưa vụ việc của mình trở lại tòa án. Tuy nhiên, hiện tại, chúng tôi đang gặp phải những vấn đề (now, we have got problems) và Tòa án không chắc Braham có thể giải quyết được hết (can solve them) hay không. Như hiện giờ đang soạn thảo, Đơn khiếu nại có một khoảng trống (blank space) yêu cầu Braham phải làm nhiều việc hơn là chỉ viết tên của mình lên đó (write his name). Và, khi xem xét lời giải thích của Tòa án ... Braham có thể phát hiện ra rằng cầu xin băng cá nhân (BandAids) sẽ không chữa lành được vết đạn (fix the bullet holes) trong vụ án của anh ta. Ít nhất là ở thời điểm hiện tại, Bị đơn đã được bỏ qua (shaken off) vụ kiện này.

Tháng 9 năm 2017, nhạc sĩ sáng tác bài hát Sean "Sep" Hall và Nate Butler kiện Swift vi phạm bản quyền và cho rằng phần lời của "Shake It Off" đã đạo nhái một bài hát mà họ viết cho nhóm nhạc nữ 3LW mang tựa đề "Playas Gon' Play" (2001). Họ còn dẫn ra lời bài hát, "Playas they gon' play, and haters they gonna hate / Ballers they gon' ball, shot callers they gonna call." Tháng 2 năm 2018, thẩm phán quận Michael W. Fitzgerald đã bác bỏ vụ kiện với lý do lời bài hát quá "tầm thường" để đăng ký bản quyền. Tuy nhiên vào tháng 10 năm 2019, những thẩm phán khu vực John B. Owens, Andrew D. Hurwitz và Kenneth K. Lee bên Tòa án phúc thẩm Khu vực Chín đã đảo ngược phán quyết, cho rằng tòa án quận đã "tự coi mình là thẩm phán cuối cùng về giá trị của một tác phẩm biểu đạt" và chuyển lại vụ việc cho tòa án liên bang.
Đội ngũ pháp lý của Swift đã nộp các hồ sơ mới để bác bỏ vụ kiện vào tháng 7 năm 2020. Vào tháng 7 năm 2021, họ đã đệ đơn xin phán quyết tóm tắt và tranh luận rằng giai đoạn tìm hiểu của vụ kiện đã đưa ra bằng chứng có lợi cho họ. Vào ngày 9 tháng 12 năm 2021, Fitzgerald từ chối yêu cầu bản xét xử tóm tắt của Swift. Nhóm pháp lý của Swift đã đệ đơn kiến nghị thứ hai để bác bỏ vụ kiện vào ngày 23 tháng 12, cho rằng phán quyết của Fitzgerald là "chưa từng có và trái với phạm vi công cộng" nếu nguyên đơn có thể kiện tất cả những người sử dụng cụm từ này trong bất kỳ sáng tác, ca hát hoặc chỉ cần thốt ra công khai. Ngày 14 tháng 1 năm 2022, nhóm pháp lý của Hall và Butler đã đệ đơn phản hồi nêu rõ: "Các phán quyết chỉ đơn giản là không cung cấp cho bị cáo phương tiện để diễn giải lại các lập luận cũ và không nhằm mục đích cho đương sự không hài lòng thêm một cơ hội để gây ảnh hưởng đến thẩm phán." Ngày 12 tháng 12 năm 2022, vụ kiện đã bị hủy bỏ mà không có phán quyết cuối cùng.

## Phiên bản hát lại và sử dụng
"Shake It Off" đã được nhiều nhạc sĩ khác hát lại. Ca sĩ người Anh Labrinth biểu diễn bài hát tại Live Lounge của BBC Radio 1 vào ngày 20 tháng 9 năm 2014. Nữ ca sĩ người Anh Charli XCX đã hát phiên bản mang cảm hứng từ punk rock cũng tại Live Lounge vào tháng 2 năm 2015, và nhận về một đề cử cho Bài hát lại xuất sắc nhất tại giải mtvU Woodie năm 2015. Ca sĩ nhạc rock Ryan Adams đã hát lại "Shake It Off" trong album cover từng bài trong 1989 của Swift và phát hành vào tháng 9 năm 2015. Bản cover của Adams kết hợp các nhạc cụ acoustic với đoạn trống dồn dập, và được các nhà phê bình đem so sánh với phiên bản bài hát "I'm on Fire" năm 1985 của Bruce Springsteen.
"Shake It Off" còn xuất hiện trong các tác phẩm nhại lại và tôn vinh. Trong một tập Lip Sync Battle vào tháng 4 năm 2015, diễn viên Dwayne "The Rock" Johnson đã nhép môi "Shake It Off" cùng với bài hát "Stayin' Alive" năm 1977 của Bee Gees và đánh bại được Jimmy Fallon. Một tập phim mang tựa đề "Chris Has Got a Date, Date, Date, Date, Date" bên Family Guy có chứa nhân vật hư cấu của Swift được phát sóng vào ngày 6 tháng 11 năm 2016. Tiêu đề của tập phim được chơi chữ theo lời bài hát "Shake It Off". Nữ diễn viên Reese Witherspoon và nghệ sĩ hài Nick Kroll đã hát phiên bản "Shake It Off" pha trộn thêm yếu tố phụ EDM trong nhạc phim của bộ phim hoạt hình Đấu trường âm nhạc (2016). "Shake It Off" cũng được diễn viên người Mexico-Kenya Lupita Nyong'o trình diễn bằng ukulele trong phim Những đứa trẻ tinh nghịch (2019). Các diễn viên chương trình truyền hình Zoey's Extraordinary Playlist năm 2020 đã hát lại ca khúc ở tập cuối mùa thứ hai.

## Đội ngũ sản xuất
Thông tin phần ghi công được lấy từ phần ghi chú của 1989.
| - Taylor Swift – hát chính, hát nền, sáng tác, vỗ tay, thét - Max Martin – sản xuất, sáng tác, đàn phím, lập trình, vỗ tay, thét - Shellback – sản xuất, sáng tác, guitar thùng, bass, đàn phím, trống, lập trình, vỗ tay, thét, bộ gõ - Jonas Thander – saxophone - Jonas Lindeborg – trumpet - Magnus Wiklund – trombone | - Michael Ilbert – thu âm - Sam Holland – thu âm - Cory Bice – hỗ trợ thu âm - Serban Ghenea – phối khí - John Hanes – kỹ thuật phối khí - Tom Coyne – kỹ thuật master |  |

## Bảng xếp hạng
| Bảng xếp hạng (2014–2015)               | Vị trí cao nhất |
| --------------------------------------- | --------------- |
| Úc (ARIA)                               | 1               |
| Áo (Ö3 Austria Top 40)                  | 6               |
| Bỉ (Ultratop 50 Flanders)               | 17              |
| Bỉ (Ultratop 50 Wallonia)               | 14              |
| Brazil (Billboard Hot 100)              | 56              |
| Canada (Canadian Hot 100)               | 1               |
| Canada AC (Billboard)                   | 1               |
| Canada CHR/Top 40 (Billboard)           | 1               |
| Canada Hot AC (Billboard)               | 1               |
| CIS (Tophit)                            | 143             |
| Cộng hòa Séc (Rádio Top 100)            | 3               |
| Cộng hòa Séc (Singles Digitál Top 100)  | 1               |
| Đan Mạch (Tracklisten)                  | 4               |
| Đan Mạch Airplay (Tracklisten)          | 1               |
| Châu Âu Digital Song Sales (Billboard)  | 2               |
| Phần Lan (Suomen virallinen lista)      | 6               |
| Pháp (SNEP)                             | 6               |
| Đức (GfK)                               | 5               |
| Hy Lạp Digital Song Sales (Billboard)   | 3               |
| Hungary (Single Top 40)                 | 1               |
| Ireland (IRMA)                          | 3               |
| Israel (Media Forest)                   | 4               |
| Ý (FIMI)                                | 10              |
| Nhật Bản (Japan Hot 100)                | 4               |
| Nhật Bản Adult Contemporary (Billboard) | 1               |
| Lebanon (Lebanese Top 20)               | 15              |
| Luxembourg Digital Songs (Billboard)    | 8               |
| Mexico Airplay (Billboard)              | 1               |
| Hà Lan (Dutch Top 40)                   | 5               |
| Hà Lan (Single Top 100)                 | 7               |
| New Zealand (Recorded Music NZ)         | 1               |
| Na Uy (VG-lista)                        | 3               |
| Ba Lan (Polish Airplay Top 100)         | 1               |
| Bồ Đào Nha Digital Songs (Billboard)    | 3               |
| Romania (Airplay 100)                   | 71              |
| Scotland (OCC)                          | 2               |
| Slovakia (Rádio Top 100)                | 4               |
| Slovakia (Singles Digitál Top 100)      | 1               |
| Slovenia (SloTop50)                     | 8               |
| Nam Phi (EMA)                           | 2               |
| Hàn Quốc International Singles (Gaon)   | 19              |
| Tây Ban Nha (PROMUSICAE)                | 2               |
| Thụy Điển (Sverigetopplistan)           | 3               |
| Thụy Sĩ (Schweizer Hitparade)           | 7               |
| Anh Quốc (OCC)                          | 2               |
| Hoa Kỳ Billboard Hot 100                | 1               |
| Hoa Kỳ Adult Contemporary (Billboard)   | 1               |
| Hoa Kỳ Adult Pop Airplay (Billboard)    | 1               |
| Hoa Kỳ Country Airplay (Billboard)      | 58              |
| Hoa Kỳ Dance Club Songs (Billboard)     | 17              |
| Hoa Kỳ Latin Airplay (Billboard)        | 48              |
| Hoa Kỳ Pop Airplay (Billboard)          | 1               |
| Hoa Kỳ Rhythmic (Billboard)             | 17              |

| Bảng xếp hạng (2023-2024)       | Vị trí cao nhất |
| ------------------------------- | --------------- |
| Thế giới Global 200 (Billboard) | 78              |
| Bồ Đào Nha (AFP)                | 38              |
| Singapore (RIAS)                | 20              |

| Bảng xếp hạng (2014)                       | Vị trí |
| ------------------------------------------ | ------ |
| Úc (ARIA)                                  | 3      |
| Áo (Ö3 Austria Top 40)                     | 58     |
| Canada (Canadian Hot 100)                  | 9      |
| Pháp (SNEP)                                | 101    |
| Đức (Official German Charts)               | 39     |
| Hungary (Single Top 40)                    | 48     |
| Ireland (IRMA)                             | 12     |
| Israel (Media Forest)                      | 48     |
| Nhật Bản (Japan Hot 100)                   | 34     |
| Hà Lan (Dutch Top 40)                      | 55     |
| Hà Lan (Single Top 100)                    | 77     |
| New Zealand (Recorded Music NZ)            | 3      |
| Ba Lan (ZPAV)                              | 45     |
| Tây Ban Nha (PROMUSICAE)                   | 42     |
| Thụy Sĩ (Schweizer Hitparade)              | 49     |
| Anh Quốc Singles (Official Charts Company) | 14     |
| Hoa Kỳ Billboard Hot 100                   | 13     |
| Hoa Kỳ Adult Contemporary (Billboard)      | 20     |
| Hoa Kỳ Adult Top 40 (Billboard)            | 19     |
| Hoa Kỳ Mainstream Top 40 (Billboard)       | 19     |

| Bảng xếp hạng (2015)                  | Vị trí |
| ------------------------------------- | ------ |
| Úc (ARIA)                             | 49     |
| Bỉ (Ultratop Wallonia)                | 71     |
| Canada (Canadian Hot 100)             | 17     |
| Pháp (SNEP)                           | 116    |
| Hungary (Single Top 40)               | 54     |
| Nhật Bản (Japan Hot 100)              | 12     |
| Slovenia (SloTop50)                   | 31     |
| Hoa Kỳ Billboard Hot 100              | 18     |
| Hoa Kỳ Adult Contemporary (Billboard) | 15     |
| Hoa Kỳ Adult Top 40 (Billboard)       | 43     |

| Bảng xếp hạng (2016)     | Vị trí |
| ------------------------ | ------ |
| Nhật Bản (Japan Hot 100) | 62     |

| Bảng xếp hạng (2017)     | Vị trí |
| ------------------------ | ------ |
| Nhật Bản (Japan Hot 100) | 100    |

| Bảng xếp hạng (2023)   | Vị trí |
| ---------------------- | ------ |
| Úc (ARIA)              | 81     |
| Global 200 (Billboard) | 143    |

| Bảng xếp hạng (2010–2019)                  | Vị trí |
| ------------------------------------------ | ------ |
| Úc (ARIA)                                  | 23     |
| Anh Quốc Singles (Official Charts Company) | 76     |
| Hoa Kỳ Billboard Hot 100                   | 34     |
| Hoa Kỳ Digital Songs (Billboard)           | 41     |
| Hoa Kỳ Streaming Songs (Billboard)         | 26     |

| Bảng xếp hạng (1958–2018)       | Vị trí |
| ------------------------------- | ------ |
| Hoa Kỳ Billboard Hot 100 (Nữ)   | 46     |
| Hoa Kỳ Billboard Hot 100        | 139    |
| Hoa Kỳ Adult Top 40 (Billboard) | 37     |

## Chứng nhận
| Quốc gia | Chứng nhận   | Số đơn vị/doanh số chứng nhận |
| --- | ------------ | ----------------------------- |
| Úc (ARIA) | 18× Bạch kim | 1.260.000‡                    |
| Áo (IFPI Áo) | 2× Bạch kim  | 60.000*                       |
| Bỉ (BEA) | Vàng         | 20.000‡                       |
| Brasil (Pro-Música Brasil) | 3× Kim cương | 750.000‡                      |
| Canada (Music Canada) | 6× Bạch kim  | 480.000*                      |
| Đan Mạch (IFPI Đan Mạch) | Bạch kim     | 90.000‡                       |
| Đức (BVMI) | 3× Vàng      | 450.000‡                      |
| Ý (FIMI) | 2× Bạch kim  | 200.000‡                      |
| Nhật Bản (RIAJ) | 3× Bạch kim  | 750.000*                      |
| México (AMPROFON) | Vàng         | 30.000*                       |
| New Zealand (RMNZ) | 6× Bạch kim  | 180.000‡                      |
| Na Uy (IFPI) | 2× Bạch kim  | 120.000‡                      |
| Bồ Đào Nha (AFP) | Vàng         | 10.000‡                       |
| Tây Ban Nha (PROMUSICAE) | 2× Bạch kim  | 120.000‡                      |
| Thụy Điển (GLF) | Bạch kim     | 20.000‡                       |
| Thụy Sĩ (IFPI) | Bạch kim     | 30.000‡                       |
| Anh Quốc (BPI) | 5× Platinum  | 3.000.000‡                    |
| Hoa Kỳ (RIAA) | Kim cương    | 10.000.000‡                   |
| Phát trực tuyến |              |                               |
| Đan Mạch (IFPI Đan Mạch) | Vàng         | 1.300.000                     |
| Nhật Bản (RIAJ) | Bạch kim     | 100.000.000                   |
| * Chứng nhận dựa theo doanh số tiêu thụ. · ‡ Chứng nhận dựa theo doanh số tiêu thụ và phát trực tuyến. · Chứng nhận dựa theo doanh số phát trực tuyến. |              |                               |

## Lịch sử phát hành
| Khu vực | Ngày                 | Định dạng                    | Hãng                 | Chú thích |
| ------- | -------------------- | ---------------------------- | -------------------- | --------- |
| Nhiều   | 19 tháng 8 năm 2014  | Tải kỹ thuật số              | Big Machine          | [ 36 ]    |
| Hoa Kỳ  | 19 tháng 8 năm 2014  | Đài phát thanh hit đương đại | Big Machine Republic | [ 37 ]    |
| Ý       | 29 tháng 8 năm 2014  | Đài phát thanh               | Universal            | [ 40 ]    |
| Nhiều   | 11 tháng 9 năm 2014  | Đĩa đơn CD                   | Big Machine          | [ 38 ]    |
| Đức     | 10 tháng 10 năm 2014 | Đĩa đơn CD                   | Universal            | [ 41 ]    |

## "Shake It Off (Taylor's Version)"
Năm 2018, Swift chia tay với Big Machine và ký bản hợp đồng mới với Republic Records. Tuy nhiên, cô đã vướng phải một cuộc tranh chấp quyền sở hữu tác phẩm vào giữa năm 2019 với người quản lý tài năng Scooter Braun, nguyên nhân bắt nguồn từ việc Braun đã mua lại Big Machine Records kèm theo các bản thu hoàn chỉnh những album trước đó của nữ ca sĩ dưới sự phát hành từ phía hãng đĩa cũ. Sau khi cân nhắc lựa chọn thì cuối cùng, Swift quyết định tái thu âm sáu album phòng thu đầu tiên vào tháng 11 năm 2020. Bằng việc tái thu âm, Swift sẽ có toàn bộ quyền sở hữu bản thu mới, cho phép cô tự cấp phép chính mình sử dụng những bản nhạc tái thu âm với mục đích thương mại và hy vọng thay thế được các phiên bản thuộc quyền sở hữu của Big Machine. Swift phân loại các bản tái thu âm bằng hậu tố "Taylor's Version".
Phiên bản tái thu âm của "Shake It Off" với hậu tố "Taylor's Version" được phát hành trong album tái thu âm của 1989 với nhan đề 1989 (Taylor's Version) vào ngày 27 tháng 10 năm 2023. Swift sản xuất "Shake It Off (Taylor's Version)" cùng với Christopher Rowe, đồng thời Rowe cũng là người đã giúp cô sản xuất các bản tái thu âm trước đó. Bài hát do Derek Garten và Lowell Reynolds phụ trách khâu kỹ thuật tại Prime Recording Studio ở Nashville, Tennessee; Ghenea trộn nhạc ở MixStar Studios bên Virginia Beach, Virginia; Randy Merrill thực hiện công đoạn master  bên Sterling Sound ở Edgewater, New Jersey. Rowe và Sam Holland thu âm giọng ca của Swift tại Conway Recording Studios bên Los Angeles và Kitty Committee Studio bên New York.

### Đội ngũ sản xuất
Thông tin phần ghi công được lấy từ phần ghi chú của 1989 (Taylor's Version).
Kỹ thuật
- Taylor Swift – sản xuất
- Bryce Bordone – kỹ thuật trộn nhạc
- Mattias Bylund – thu âm kèn, chỉnh sửa kèn
- Derek Garten – kỹ thuật, lập trình bổ sung, chỉnh sửa
- Serban Ghenea – trộn nhạc
- Sam Holland – thu âm giọng hát
- Lowell Reynolds – kỹ thuật, lập trình bổ sung, chỉnh sửa
- Christopher Rowe – thu âm giọng hát, sản xuất

Nhạc sĩ
- Taylor Swift – giọng hát, hát đệm, sáng tác
- Robert Allen – giậm chân, vỗ tay, hát đệm
- Max Bernstein – kèn synth
- Matt Billingslea – bộ gõ
- Janne Bjerger – trumpet
- Mattias Bylund – kèn synth, chỉ huy hợp xướng
- Wojtek Goral – alto saxophone, baritone saxophone
- Amos Heller – bass
- Peter Noos Johansson – trombone, tuba
- Magnus Johansson – trumpet
- Tomas Jönsson –  baritone saxophone, tenor saxophone
- Max Martin – sáng tác
- Mike Meadows – đánh đàn tổng hợp, hát đệm
- Christopher Rowe – trumpet, hát đệm
- Paul Sidoti – guitar điện, hát đệm
- Shellback – sáng tác, trống, laser harp

### Bảng xếp hạng
| Bảng xếp hạng (2023)                     | Vị trí cao nhất |
| ---------------------------------------- | --------------- |
| Úc (ARIA)                                | 18              |
| Canada (Canadian Hot 100)                | 24              |
| Thế giới Global 200 (Billboard)          | 21              |
| Hy Lạp International (IFPI)              | 36              |
| New Zealand (Recorded Music NZ)          | 27              |
| Philippines (Billboard)                  | 22              |
| Thụy Điển Heatseeker (Sverigetopplistan) | 4               |
| Anh Quốc Download (OCC)                  | 46              |
| Anh Quốc Singles Sales (OCC)             | 53              |
| Anh Quốc Streaming (OCC)                 | 26              |
| Hoa Kỳ Billboard Hot 100                 | 28              |
| Việt Nam (Vietnam Hot 100)               | 94              |

### Chứng nhận
| Quốc gia                                                    | Chứng nhận | Số đơn vị/doanh số chứng nhận |
| ----------------------------------------------------------- | ---------- | ----------------------------- |
| Úc (ARIA)                                                   | Vàng       | 35.000‡                       |
| Brasil (Pro-Música Brasil)                                  | Vàng       | 20.000‡                       |
| Anh Quốc (BPI)                                              | Bạc        | 200.000‡                      |
| ‡ Chứng nhận dựa theo doanh số tiêu thụ và phát trực tuyến. |            |                               |